# 兀鲁思不花
兀鲁思不花（羅馬化：Ulus buqa，?—?），元朝宗室，蒙古孛儿只斤氏，蒙哥汗的孙子，河平王昔里吉之子。
元世祖至元十三年（1276年），兀鲁思不花随父昔里吉起兵反对忽必烈。昔里吉被撒里蛮抓住送给朝廷后，兀鲁思不花投靠术赤后王火你赤。后随药木忽儿归附海都。元成宗元贞二年（1296年），再随玉木忽尔归降元廷。入朝途中，在和林掠取仓库，于是被元成宗拘留下狱。宗王海山等人为他说情，于是获释。但是他始终不被朝廷信任，不能掌握兵权，于是心怀怨恨。至治三年（1323年），兀鲁思不花伙同铁失等发动南坡之变，谋弑元英宗，杀害丞相拜住。泰定帝即位後，将他流放到南方海岛，病死。

## 延伸阅读
[在维基数据编辑]
 《新元史/卷112》，出自柯劭忞《新元史》